# 新馬里亞尼夫卡
50°38′41″N 28°51′43″E / 50.64472°N 28.86194°E
新馬里亞尼夫卡（烏克蘭語：Нова Мар'янівка）是烏克蘭北部的村莊，隸屬日托米爾州的日托米爾區。該村面積0.26平方公里，海拔高度194米，2001年人口36，人口密度每平方公里137.4人。